# Liste der denkmalgeschützten Objekte in Mariazell
Die Liste der denkmalgeschützten Objekte in Mariazell enthält die 74 denkmalgeschützten, unbeweglichen Objekte der österreichischen Gemeinde Mariazell im steirischen Bezirk Bruck-Mürzzuschlag.

## Denkmäler
| Foto  |                 | Denkmal                                                                                                | Standort                                                                   | Beschreibung | Metadaten |
| ----- | --------------- | --- | -------------------------------------------------------------------------- | --- | --- |
| ja    | Datei hochladen | 3 Kammern (A, B, T), 2 Zugänge, 1 Einsteigturm HERIS-ID: 111543 Objekt-ID: 129441                      | Standort siehe Beschreibung KG: Aschbach                                   | Die II. Wiener Hochquellenwasserleitung ist eine 183 Kilometer lange Trinkwasser-Versorgungsleitung für die Stadt Wien. Sie wurde auf Betreiben von Karl Lueger errichtet und nach zehnjähriger Bauzeit am 2. Dezember 1910 als II. Kaiser-Franz-Josef-Hochquellenleitung eröffnet. Dieser Abschnitt beschreibt die Fassungen der Brunngrabenquellen oberhalb von Gleißnerhof (Salza links). Die Brunngrabenquellen bilden den Beginn der Wasserleitung, in drei Kammern werden sie gefasst (Lage Kammer B, A und T), kurz darauf folgen der erste Einsteigturm (Lage), evtl. ein weiterer Zugang (Lage), der Einsteigturm 2 in Waldsiedel (Lage) und evtl. noch ein Zugang im Gschödringergraben (Lage). | BDA-Hist.: Q64765265 Status: Bescheid Stand der BDA-Liste: 2025-06-30 Name: 3 Kammern (A, B, T), 2 Zugänge, 1 Einsteigturm GstNr.: 1570/1, 1764/1, 240/3, 1940/4, 1947/1, 1947/2 Hochquellenwasserleitung in Mariazell |
| ja    | Datei hochladen | Hochofenstock Marienhütte HERIS-ID: 72737 Objekt-ID: 86012                                             | Aschbach 15 Standort KG: Aschbach                                          | Der Hochofenstock ist der letzte noch sichtbare Rest der 1850 errichteten Marienhütte. Es handelt sich um einen annähernd quadratisch errichteten Turm aus Steinquadern der bis 1891 in Betrieb war. | BDA-Hist.: Q38131368 Status: § 2a Stand der BDA-Liste: 2025-06-30 Name: Hochofenstock Marienhütte GstNr.: 804/8, 804/2                                                                                                 |
| ja    | Datei hochladen | Landhaus HERIS-ID: 72735 Objekt-ID: 86010                                                              | Aschbach 22 Standort KG: Aschbach                                          | Das ehemalige Jagdhaus Hunyádi wurde um 1830 in der Gegend von Neuberg an der Mürz erbaut und später an die heutige Stelle versetzt. | BDA-Hist.: Q38131349 Status: § 2a Stand der BDA-Liste: 2025-06-30 Name: Landhaus GstNr.: .185/4 |
| ja    | Datei hochladen | Montanmuseum, ehem. Verweserhaus HERIS-ID: 45829 Objekt-ID: 47287                                      | Bahnhofstraße 7 Standort KG: Aschbach                                      | Amtshaus des ehemaligen k.k. Eisengusswerkes, das Museum der Montangeschichte wurde 1998 eröffnet. | BDA-Hist.: Q38017714 Status: Bescheid Stand der BDA-Liste: 2025-06-30 Name: Montanmuseum, ehem. Verweserhaus GstNr.: 39/4                                                                                              |
| ja    | Datei hochladen | Schloss Brandhof und Nebengebäude HERIS-ID: 36945 Objekt-ID: 36012                                     | Brandhof 1, 2, 3, 4, 5 Standort KG: Aschbach                               | Erzherzog Johann kaufte 1818 den Brandhof, ein seit 1390 ununterbrochen bewirtschaftetes Bauerngut, das er zu einem Mustergut für Viehzucht ausbaute und nach seinen Plänen durch Ludwig Ferdinand Schnorr von Carolsfeld zu einem Jagdschloss umgestalten ließ. | BDA-Hist.: Q14550977 Status: Bescheid Stand der BDA-Liste: 2025-06-30 Name: Schloss Brandhof und Nebengebäude GstNr.: .346, .347/1, .347/2 Brandhof (Gußwerk)                                                          |
| ja    | Datei hochladen | Gedenkbild Unglück 1769 HERIS-ID: 72728 Objekt-ID: 86003                                               | bei Gollrad 11 Standort KG: Aschbach                                       | | BDA-Hist.: Q38131311 Status: § 2a Stand der BDA-Liste: 2025-06-30 Name: Gedenkbild Unglück 1769 GstNr.: 2204 |
| ja    | Datei hochladen | Kath. Filialkirche hl. Barbara HERIS-ID: 72733 Objekt-ID: 86008                                        | Gollrad 50 Standort KG: Aschbach                                           | Die katholische Filialkirche hl. Barbara wurde 1830 bis 1833 von Bergknappen gebaut. | BDA-Hist.: Q1412834 Status: § 2a Stand der BDA-Liste: 2025-06-30 Name: Kath. Filialkirche hl. Barbara GstNr.: .489, 1384/5 Filialkirche Gollrad                                                                        |
| ja    | Datei hochladen | Sog. Lendhaus HERIS-ID: 45333 Objekt-ID: 46625                                                         | Hauptstraße 10 Standort KG: Aschbach                                       | Das ehemalige Arbeiterwohnhaus des Eisengusswerkes und eines der letzten noch erhaltenen seiner Art wurde um 1740 erbaut. Das Gebäude ist nicht unterkellert, ursprünglich ein-, heute zweigeschoßig und hat ein ausgebautes Dachgeschoß. Es ist heute im Besitz der Gemeinde und dient als Gemeindewohnhaus. | BDA-Hist.: Q38015148 Status: Bescheid Stand der BDA-Liste: 2025-06-30 Name: Sog. Lendhaus GstNr.: .25/3 |
| ja    | Datei hochladen | Figurenbildstock hl. Johannes Nepomuk HERIS-ID: 94839 Objekt-ID: 110016                                | bei Hauptstraße 10 Standort KG: Aschbach                                   | Der Bildstock wurde 1862 aufgestellt. | BDA-Hist.: Q37765154 Status: § 2a Stand der BDA-Liste: 2025-06-30 Name: Figurenbildstock hl. Johannes Nepomuk GstNr.: 6                                                                                                |
| ja    | Datei hochladen | Gemeindeamt und Volksschule HERIS-ID: 72717 Objekt-ID: 85992                                           | Hochschwabstraße 1 Standort KG: Aschbach                                   | Das Amtsgebäude der bis 2014 bestehenden Gemeinde Gußwerk wurde 1818 erbaut und 2003 umfassend renoviert. | BDA-Hist.: Q38131286 Status: § 2a Stand der BDA-Liste: 2025-06-30 Name: Gemeindeamt und Volksschule GstNr.: .12/1 |
| ja    | Datei hochladen | Kath. Pfarrkirche Zum Hl. Kreuz HERIS-ID: 51497 Objekt-ID: 57157                                       | Kirchplatz 7a Standort KG: Aschbach                                        | Die einschiffige, klassizistische Kirche wurde 1850 vom damaligen Besitzer des Eisengusswerkes in Auftrag gegeben und bis 1853 von Baumeister Jakob Zearo errichtet. | BDA-Hist.: Q1363932 Status: § 2a Stand der BDA-Liste: 2025-06-30 Name: Kath. Pfarrkirche Zum Hl. Kreuz GstNr.: .468 Pfarrkirche Gußwerk                                                                                |
| ja    | Datei hochladen | Verwaltungs- und Wohnhaus der k.u. k. Eisenwerke Gusswerk HERIS-ID: 72732 Objekt-ID: 86007             | Knappengraben 9 Standort KG: Aschbach                                      | | BDA-Hist.: Q38131322 Status: § 2a Stand der BDA-Liste: 2025-06-30 Name: Verwaltungs- und Wohnhaus der k.u. k. Eisenwerke Gusswerk GstNr.: .321/1                                                                       |
| ja    | Datei hochladen | Kath. Filialkirche hl. Josef, Greith HERIS-ID: 94837 Objekt-ID: 110014                                 | Leitnerweg 20 Standort KG: Aschbach                                        | Die Ortskirche von Greith, im Volk auch unter dem Namen „Heiratskirchlein“ bekannt, wurde 1956–1958 nach dem Plan des Architekten Kurt Weber-Mzell errichtet. | BDA-Hist.: Q1412837 Status: § 2a Stand der BDA-Liste: 2025-06-30 Name: Kath. Filialkirche hl. Josef, Greith GstNr.: 1638/6                                                                                             |
| ja    | Datei hochladen | Wegkapelle HERIS-ID: 72738 Objekt-ID: 86013                                                            | bei Pfannhammer 1 Standort KG: Aschbach                                    | | BDA-Hist.: Q38131377 Status: § 2a Stand der BDA-Liste: 2025-06-30 Name: Wegkapelle GstNr.: 2000 |
| ja    | Datei hochladen | Straßenbrücke über den Moosbach HERIS-ID: 89733 Objekt-ID: 104385                                      | bei Salzatal 15 Standort KG: Aschbach                                      | | BDA-Hist.: Q37742476 Status: § 2a Stand der BDA-Liste: 2025-06-30 Name: Straßenbrücke über den Moosbach GstNr.: 2032/7, 2038/2                                                                                         |
| ja    | Datei hochladen | Kath. Filialkirche Mariae Heimsuchung HERIS-ID: 72725 Objekt-ID: 86000                                 | Wegscheid 8 Standort KG: Aschbach                                          | Die Kirche wurde 1896 nach dem Brand eines Vorgängerbaus errichtet. Die Kirche hat einen holzverkleideten Fassadendachreiter und einen gerade geschlossenen Chor. Das Langhaus ist ein Saalraum mit Flachdecke und eingezogenem Fronbogen. Das Altarbild stammt von Christian Sandrock. | BDA-Hist.: Q1413313 Status: § 2a Stand der BDA-Liste: 2025-06-30 Name: Kath. Filialkirche Mariae Heimsuchung GstNr.: .152 Kath. Filialkirche Mariae Heimsuchung (Gußwerk)                                              |
| ja    | Datei hochladen | Aufbahrungshalle HERIS-ID: 102004 Objekt-ID: 118358                                                    | Zur Waldpromenade Standort KG: Aschbach                                    | | BDA-Hist.: Q37789580 Status: § 2a Stand der BDA-Liste: 2025-06-30 Name: Aufbahrungshalle GstNr.: 47/24 |
| ja    | Datei hochladen | Volksschule HERIS-ID: 72701 Objekt-ID: 85974                                                           | Braschlweg 4 Standort KG: Halltal                                          | | BDA-Hist.: Q38131238 Status: § 2a Stand der BDA-Liste: 2025-06-30 Name: Volksschule GstNr.: .128 Volksschule Halltal                                                                                                   |
| ja    | Datei hochladen | Bauernhaus, Greiergut HERIS-ID: 91122 Objekt-ID: 105842                                                | Halltal 29 Standort KG: Halltal                                            | | BDA-Hist.: Q37752785 Status: § 2a Stand der BDA-Liste: 2025-06-30 Name: Bauernhaus, Greiergut GstNr.: .206 Greiergut, Halltal                                                                                          |
| ja    | Datei hochladen | Bruder-Klaus von der Flue-Kirche, Objekt 7 HERIS-ID: 72675 Objekt-ID: 85948                            | Norduferstraße Hubertussee bei Walstern 3 Standort KG: Halltal             | Die Kirche wurde 1967 von Eberhard Jäger entworfen. | BDA-Hist.: Q38131105 Status: § 2a Stand der BDA-Liste: 2025-06-30 Name: Bruder-Klaus von der Flue-Kirche, Objekt 7 GstNr.: 189/4 Nicholas of Flüe Church (Halltal, Styria)                                             |
| ja    | Datei hochladen | Objekt 20, Kriegerdenkmal HERIS-ID: 72658 Objekt-ID: 85931                                             | Rechengraben 10 Standort KG: Halltal                                       | | BDA-Hist.: Q38131003 Status: § 2a Stand der BDA-Liste: 2025-06-30 Name: Objekt 20, Kriegerdenkmal GstNr.: 121 Kriegerdenkmal Halltal                                                                                   |
| ja    | Datei hochladen | Objekt 18, Kaiser-Franz-Joseph-Denkmal HERIS-ID: 72662 Objekt-ID: 85935                                | Walstern Standort KG: Halltal                                              | Das Kaiserdenkmal gehört zu einem Ensemble von Kleindenkmälern, das der Industrielle Arthur Krupp nach 1900 in seinem Jagdrevier aufstellen ließ. Es ist ein Bronzeguss von Franz Weghaupt. | BDA-Hist.: Q38131013 Status: § 2a Stand der BDA-Liste: 2025-06-30 Name: Objekt 18, Kaiser-Franz-Joseph-Denkmal GstNr.: 271/1                                                                                           |
| ja    | Datei hochladen | Objekt 19, Glückskreuz HERIS-ID: 72663 Objekt-ID: 85936                                                | Walstern Standort KG: Halltal                                              | Das Kreuz gehört zu einem Ensemble von Kleindenkmälern, das der Industrielle Arthur Krupp nach 1900 in seinem Jagdrevier aufstellen ließ. | BDA-Hist.: Q38131023 Status: § 2a Stand der BDA-Liste: 2025-06-30 Name: Objekt 19, Glückskreuz GstNr.: 171/11 |
| ja    | Datei hochladen | Arthur-Krupp-Gedenktafel am Hubertussee HERIS-ID: 72665 Objekt-ID: 85938                               | Walstern Standort KG: Halltal                                              | Die Gedenktafel bezieht sich auf das 40-jährige Jubiläum des Krupp’schen Jagdereviers an der Walster 1934. | BDA-Hist.: Q38131031 Status: § 2a Stand der BDA-Liste: 2025-06-30 Name: Arthur-Krupp-Gedenktafel am Hubertussee GstNr.: 1735 Arthur-Krupp-Gedenktafel am Hubertussee                                                   |
| ja    | Datei hochladen | Brücke und Figur, Objekte 10 und 11 HERIS-ID: 72666 Objekt-ID: 85939                                   | Walstern Standort KG: Halltal                                              | Die Severin-Brücke gehört zu einem Ensemble von Kleindenkmälern, das der Industrielle Arthur Krupp nach 1900 hier errichten ließ. Auf ihr befindet sich eine Statue der hl. Margarete (Margret war der Name von Krupps Frau, die den 1906 Hubertussee anlegen ließ). | BDA-Hist.: Q38131042 Status: § 2a Stand der BDA-Liste: 2025-06-30 Name: Brücke und Figur, Objekte 10 und 11 GstNr.: .30 Hubertusseebrücke                                                                              |
| ja    | Datei hochladen | Bülow-Gedenkstein, Objekt 9 HERIS-ID: 72669 Objekt-ID: 85942                                           | Walstern Standort KG: Halltal                                              | Der Karl von Bülow gewidmete Gedenkstein gehört zu einem Ensemble von Kleindenkmälern, das der Industrielle Arthur Krupp nach 1900 hier errichten ließ. | BDA-Hist.: Q38131060 Status: § 2a Stand der BDA-Liste: 2025-06-30 Name: Bülow-Gedenkstein, Objekt 9 GstNr.: 1736 Bülow-Gedenkstein                                                                                     |
| ja    | Datei hochladen | Morzin-Brunnen, Objekt 15 HERIS-ID: 72670 Objekt-ID: 85943                                             | Walstern Standort KG: Halltal                                              | Der Gedenkstein gehört zu einem Ensemble von Kleindenkmälern, das der Industrielle Arthur Krupp nach 1900 hier errichten ließ. | BDA-Hist.: Q38131070 Status: § 2a Stand der BDA-Liste: 2025-06-30 Name: Morzin-Brunnen, Objekt 15 GstNr.: 184/1 Morzin-Brunnen                                                                                         |
| ja    | Datei hochladen | Christophorusmosaik, Objekt 16 HERIS-ID: 72672 Objekt-ID: 85945                                        | Walstern Standort KG: Halltal                                              | Das Mosaik des hl. Christophorus gehört zu einem Ensemble von Kleindenkmälern, das der Industrielle Arthur Krupp nach 1900 hier aufstellen ließ. | BDA-Hist.: Q38131080 Status: § 2a Stand der BDA-Liste: 2025-06-30 Name: Christophorusmosaik, Objekt 16 GstNr.: 184/1 Halltal Christophorusmosaik                                                                       |
| ja    | Datei hochladen | Hubertuskapelle, Objekt 6 HERIS-ID: 72674 Objekt-ID: 85947                                             | Walstern Standort KG: Halltal                                              | Die Kapelle gehört zu einem Ensemble von Kleindenkmälern, das der Industrielle Arthur Krupp nach 1900 hier errichten ließ. | BDA-Hist.: Q38131091 Status: § 2a Stand der BDA-Liste: 2025-06-30 Name: Hubertuskapelle, Objekt 6 GstNr.: 249 Hubertuskapelle (Halltal, Mariazell)                                                                     |
| ja    | Datei hochladen | Antoniussäule, Objekt 5 HERIS-ID: 72694 Objekt-ID: 85967                                               | Walstern Standort KG: Halltal                                              | Die dem hl. Antonius von Padua gewidmete Säule gehört zu einem Ensemble von Kleindenkmälern, das der Industrielle Arthur Krupp nach 1900 hier aufstellen ließ. | BDA-Hist.: Q38131209 Status: § 2a Stand der BDA-Liste: 2025-06-30 Name: Antoniussäule, Objekt 5 GstNr.: 241/4 |
| ja    | Datei hochladen | Czedik-Marterl HERIS-ID: 72698 Objekt-ID: 85971                                                        | Walstern Standort KG: Halltal                                              | Die aus dem 16. Jahrhundert stammende Mariensäule gehört zu einem Ensemble von Kleindenkmälern, das der Industrielle Arthur Krupp nach 1900 hier aufstellen ließ. | BDA-Hist.: Q38131226 Status: § 2a Stand der BDA-Liste: 2025-06-30 Name: Czedik-Marterl GstNr.: 259/5 |
| ja    | Datei hochladen | Objekt 21, Abt-Severin-Kalcher-Bildsäule HERIS-ID: 72655 Objekt-ID: 85928                              | Walstern Standort KG: Halltal                                              | Die Severin Kalcher gewidmete Bildsäule gehört zu einem Ensemble von Kleindenkmälern, das der Industrielle Arthur Krupp nach 1900 hier errichten ließ. | BDA-Hist.: Q38130973 Status: § 2a Stand der BDA-Liste: 2025-06-30 Name: Objekt 21, Abt-Severin-Kalcher-Bildsäule GstNr.: 1691                                                                                          |
| ja    | Datei hochladen | Bildstock HERIS-ID: 72657 Objekt-ID: 85930                                                             | Walstern Standort KG: Halltal                                              | Der Bildstock gehört zu einem Ensemble von Kleindenkmälern, das der Industrielle Arthur Krupp nach 1900 hier aufstellen ließ. | BDA-Hist.: Q38130993 Status: § 2a Stand der BDA-Liste: 2025-06-30 Name: Bildstock GstNr.: 1691 |
| ja    | Datei hochladen | Tirolerkreuz, Objekt 14 HERIS-ID: 72688 Objekt-ID: 85961                                               | Walstern Standort KG: Halltal                                              | Das Tirolerkreuz ist eine Arbeit aus Gröden und gehört zu einem Ensemble von Kleindenkmälern, das der Industrielle Arthur Krupp nach 1900 hier aufstellen ließ. | BDA-Hist.: Q38131157 Status: § 2a Stand der BDA-Liste: 2025-06-30 Name: Tirolerkreuz, Objekt 14 GstNr.: 171/8 |
| ja    | Datei hochladen | Wohnhaus HERIS-ID: 72691 Objekt-ID: 85964                                                              | Walstern 10 Standort KG: Halltal                                           | Das Wohnhaus gehört zur Jagdvilla, die der Industrielle Arthur Krupp um 1900 hier errichten ließ. | BDA-Hist.: Q38131190 Status: § 2a Stand der BDA-Liste: 2025-06-30 Name: Wohnhaus GstNr.: 271/1 |
| ja    | Datei hochladen | Villa Krupp HERIS-ID: 72692 Objekt-ID: 85965                                                           | Walstern 14 Standort KG: Halltal                                           | Die Jagdvilla gehörte dem Industriellen Arthur Krupp, der hier ab 1894 sein Jagdrevier hatte. | BDA-Hist.: Q38131199 Status: § 2a Stand der BDA-Liste: 2025-06-30 Name: Villa Krupp GstNr.: 271/1 |
| ja    | Datei hochladen | Söllnerhaus und Nebengebäude HERIS-ID: 72690 Objekt-ID: 85963                                          | Walstern 9 Standort KG: Halltal                                            | Söllerhaus und Nebengebäude gehören zur Jagdvilla, die der Industrielle Arthur Krupp um 1900 hier errichten ließ. | BDA-Hist.: Q38131179 Status: § 2a Stand der BDA-Liste: 2025-06-30 Name: Söllnerhaus und Nebengebäude GstNr.: 271/1 |
| ja    | Datei hochladen | Eggerkapelle, Objekt 13 HERIS-ID: 72689 Objekt-ID: 85962                                               | bei Walstern 9 Standort KG: Halltal                                        | Die Kapelle gehört zu einem Ensemble von Kleindenkmälern, das der Industrielle Arthur Krupp nach 1900 hier aufstellen ließ. | BDA-Hist.: Q38131168 Status: § 2a Stand der BDA-Liste: 2025-06-30 Name: Eggerkapelle, Objekt 13 GstNr.: 271/1 |
| ja    | Datei hochladen | Gerichtsgebäude HERIS-ID: 31683 Objekt-ID: 28663                                                       | Arthur Krupp-Platz 1 Standort KG: Mariazell                                | Das langgestreckte zweigeschoßige Gebäude mit einem Rundbogenportal stammt aus der Mitte des 17. Jahrhunderts. | BDA-Hist.: Q37943744 Status: Bescheid Stand der BDA-Liste: 2025-06-30 Name: Gerichtsgebäude GstNr.: .124/3 |
| ja    | Datei hochladen | Basilika Minor, Pfarr- und Wallfahrtskirche Maria Geburt mit Kirchhof HERIS-ID: 51657 Objekt-ID: 57368 | Benedictus-Platz 1 Standort KG: Mariazell                                  | Die Wallfahrtskirche ist ursprünglich spätgotisch, sichtbare Elemente aus dieser Zeit sind unter anderem der Mittelturm und das Hauptportal, dessen Tympanon die Gründungslegende von Mariazell darstellt. 1644–1683 wurde die Kirche unter der Leitung von Domenico Sciassia erweitert und barockisiert. Die Innenausstattung stammt aus dem frühen 18. Jahrhundert, der Hauptaltar wurde von Johann Bernhard Fischer von Erlach entworfen. 1690 wurde unter Verwendung älterer Teile die Gnadenkapelle angebaut, dort befindet sich das spätromanische Gnadenbild der Magna Mater Austriae. | BDA-Hist.: Q669743 Status: § 2a Stand der BDA-Liste: 2025-06-30 Name: Basilica Minor, Pfarr- und Wallfahrtskirche Maria Geburt mit Kirchhof GstNr.: .121/1, .118, .121/3 Mariazell Basilica                            |
| ja    | Datei hochladen | Karner und Kriegerdenkmal St. Michael HERIS-ID: 51658 Objekt-ID: 57370                                 | bei Benedictus-Platz 1 Standort KG: Mariazell                              | Der achtseitige spätgotische Karner stammt vom Ende des 15. Jahrhunderts. Das Beinhaus befindet sich im Untergeschoß. Das Portal zum Obergeschoß wurde 1752 unter das Rundfenster mit Maßwerk versetzt. | BDA-Hist.: Q38046675 Status: § 2a Stand der BDA-Liste: 2025-06-30 Name: Karner und Kriegerdenkmal St. Michael GstNr.: .120 Michaelskapelle (Mariazell)                                                                 |
| ja    | Datei hochladen | Pfarrhof, Geistliches Haus HERIS-ID: 51659 Objekt-ID: 57371                                            | Benedictus-Platz 1 Standort KG: Mariazell                                  | Der mächtige dreigeschoßige Vierflügelbau stammt im Kern aus dem 16. Jahrhundert und wurde 1704–1709 in der bestehenden Form erbaut. | BDA-Hist.: Q38046688 Status: § 2a Stand der BDA-Liste: 2025-06-30 Name: Pfarrhof, Geistliches Haus GstNr.: .124/1 |
| ja    | Datei hochladen | Kreuz auf der Bürgeralpe HERIS-ID: 107434 Objekt-ID: 124759                                            | Bürgeralpe Standort KG: Mariazell                                          | | BDA-Hist.: Q37810059 Status: § 2a Stand der BDA-Liste: 2025-06-30 Name: Kreuz auf der Bürgeralpe GstNr.: 444/1 Summit cross Bürgeralpe                                                                                 |
| ja    | Datei hochladen | Berggasthof Bürgeralpe HERIS-ID: 71027 Objekt-ID: 84172seit 2021                                       | Bürgeralpe 2 Standort KG: Mariazell                                        | | BDA-Hist.: Q105668982 Status: Bescheid Stand der BDA-Liste: 2025-06-30 Name: Berggasthof Bürgeralpe GstNr.: .357 Berggasthof Bürgeralpe                                                                                |
| ja    | Datei hochladen | Heiligbrunnkapelle HERIS-ID: 70952 Objekt-ID: 84095                                                    | Dr. Karl Lueger-Gasse 11 Standort KG: Mariazell                            | Die rechteckige Kapelle mit Walmdach wurde 1711 erbaut und 1970–1971 außen wie innen restauriert. | BDA-Hist.: Q38126442 Status: § 2a Stand der BDA-Liste: 2025-06-30 Name: Heiligbrunnkapelle GstNr.: .78 Heiligbrunnkapelle Mariazell                                                                                    |
| ja    | Datei hochladen | Friedhof und Kapelle HERIS-ID: 107428 Objekt-ID: 124753                                                | Friedhofgasse Standort KG: Mariazell                                       | | BDA-Hist.: Q37810039 Status: § 2a Stand der BDA-Liste: 2025-06-30 Name: Friedhof und Kapelle GstNr.: 8 Cemetery Mariazell                                                                                              |
| ja    | Datei hochladen | Brunnen und Steinbänke HERIS-ID: 71012 Objekt-ID: 84156                                                | Hauptplatz Standort KG: Mariazell                                          | | BDA-Hist.: Q38126523 Status: § 2a Stand der BDA-Liste: 2025-06-30 Name: Brunnen und Steinbänke GstNr.: 445/2 Brunnenanlage, Hauptplatz Mariazell                                                                       |
| ja    | Datei hochladen | Hotel Goldener Löwe HERIS-ID: 37303 Objekt-ID: 36400                                                   | Hauptplatz 1a Standort KG: Mariazell                                       | Das stattliche viergeschoßige Gebäude mit secessionistischer Fassade wurde 1909 errichtet. | BDA-Hist.: Q37974888 Status: Bescheid Stand der BDA-Liste: 2025-06-30 Name: Hotel Goldener Löwe GstNr.: .15, .420 Hotel Goldener Löwe, Mariazell                                                                       |
| ja    | Datei hochladen | Kalvarienberg/Kreuzweg HERIS-ID: 70961 Objekt-ID: 84104                                                | Heiligenbrunngasse-Laden Standort KG: Mariazell                            | Die vierzehn Kreuzwegstationen stammen aus dem Jahr 1955, die Keramikreliefs stammen von Anna Heck. Der Corpus des Kreuzes am Kalvarienberg wurde im nahegelegenen Gusswerk hergestellt. | BDA-Hist.: Q38126469 Status: § 2a Stand der BDA-Liste: 2025-06-30 Name: Kalvarienberg/Kreuzweg GstNr.: 459, .448 Mariazell Kalvarienberg                                                                               |
| ja    | Datei hochladen | Karmel des unbefleckten Herzens Mariae HERIS-ID: 72654 Objekt-ID: 85927                                | Karmelweg 1 Standort KG: Mariazell                                         | | BDA-Hist.: Q38130961 Status: § 2a Stand der BDA-Liste: 2025-06-30 Name: Karmel des unbefleckten Herzens Mariae GstNr.: 368/7                                                                                           |
| ja    | Datei hochladen | Wohnhaus HERIS-ID: 107438 Objekt-ID: 124764                                                            | Markgraf Heinrich-Gasse 2 Standort KG: Mariazell                           | Das Wohnhaus, der sich an den Sozialen Wohnbau der Zeit anlehnt stammt aus dem Jahr 1926 von Hans Hönel. Anmerkung: Identadresse Wiener Neustädter Straße 34 | BDA-Hist.: Q37810080 Status: § 2a Stand der BDA-Liste: 2025-06-30 Name: Wohnhaus GstNr.: .329 |
| ja    | Datei hochladen | Pater Heinrich Abel-Denkmal HERIS-ID: 70951 Objekt-ID: 84094                                           | Pater Heinrich Abel-Platz Standort KG: Mariazell                           | Das Denkmal für den Jesuitenpater Heinrich Abel wurde 1928 errichtet. | BDA-Hist.: Q38126433 Status: § 2a Stand der BDA-Liste: 2025-06-30 Name: Pater Heinrich Abel-Denkmal GstNr.: 445/53 |
| ja    | Datei hochladen | Rosenkranzstation I HERIS-ID: 71048 Objekt-ID: 84197                                                   | Sebastianiweg/Höhenweg Standort KG: Mariazell                              | Die Rosenkranzstationen wurden Mitte des 17. Jahrhunderts von Abt Benedikt Pierin in Austrag gegeben und vermutlich von Domenico Sciassia ausgeführt. Es gibt insgesamt siebzehn, nicht alle stehen aber unter Denkmalschutz. | BDA-Hist.: Q105646535 Status: § 2a Stand der BDA-Liste: 2025-06-30 Name: Rosenkranzstation I GstNr.: 69/2 Mariazell Rosenkranzstation 1                                                                                |
| ja    | Datei hochladen | Rosenkranzstation II HERIS-ID: 71049 Objekt-ID: 84198                                                  | Sebastianiweg/Höhenweg Standort KG: Mariazell                              | Die Rosenkranzstationen wurden Mitte des 17. Jahrhunderts von Abt Benedikt Pierin in Austrag gegeben und vermutlich von Domenico Sciassia ausgeführt. Es gibt insgesamt siebzehn, nicht alle stehen aber unter Denkmalschutz. | BDA-Hist.: Q105646538 Status: § 2a Stand der BDA-Liste: 2025-06-30 Name: Rosenkranzstation II GstNr.: 69/2 Mariazell Rosenkranzstation 2                                                                               |
| ja    | Datei hochladen | Bildstock HERIS-ID: 72651 Objekt-ID: 85924                                                             | bei Ungarnstraße 20 Standort KG: Mariazell                                 | Es handelt sich um das sog. Luckerte Kreuz | BDA-Hist.: Q38130950 Status: § 2a Stand der BDA-Liste: 2025-06-30 Name: Bildstock GstNr.: .399 |
| ja    | Datei hochladen | Heimatmuseum, ehem. Bürgerspital HERIS-ID: 51655 Objekt-ID: 57366                                      | Wiener Straße 35 Standort KG: Mariazell                                    | Der freistehende zweigeschoßige Barockbau stammt aus der 1. Hälfte des 18. Jahrhunderts. Das Korbbogenportal ist von Nischen mit barocken Heiligenfiguren flankiert. | BDA-Hist.: Q38046642 Status: § 2a Stand der BDA-Liste: 2025-06-30 Name: Heimatmuseum, ehem. Bürgerspital GstNr.: .25 Unteres Spital, Bürgerspital, Mariazell                                                           |
| ja    | Datei hochladen | Bürgerhaus HERIS-ID: 51656 Objekt-ID: 57367                                                            | Wiener Straße 46 Standort KG: Mariazell                                    | Das Gebäude gegenüber dem Heimatmuseum stammt aus dem 18. Jahrhundert und weist eine ähnliche Fassadengliederung wie dieses auf. | BDA-Hist.: Q38046654 Status: § 2a Stand der BDA-Liste: 2025-06-30 Name: Bürgerhaus GstNr.: .31 Oberes Spital, Schneiderherberge, Mariazell                                                                             |
| ja    | Datei hochladen | Rosenkranzstation HERIS-ID: 70947 Objekt-ID: 84090                                                     | bei Wiener Straße 46 Standort KG: Mariazell                                | Die Rosenkranzstationen wurden Mitte des 17. Jahrhunderts von Abt Benedikt Pierin in Austrag gegeben und vermutlich von Domenico Sciassia ausgeführt. Es gibt insgesamt siebzehn, nicht alle stehen aber unter Denkmalschutz. | BDA-Hist.: Q105646529 Status: § 2a Stand der BDA-Liste: 2025-06-30 Name: Rosenkranzstation GstNr.: .31 Rosenkranzstation, Mariazell Wiener Straße 46                                                                   |
| ja    | Datei hochladen | Bildstock HERIS-ID: 71018 Objekt-ID: 84162                                                             | Grazerstraße Standort KG: Mariazell                                        | Der Bildstock gehört zur Serie der Rosenkranzstationen, die Mitte des 17. Jahrhunderts von Abt Benedikt Pierin in Austrag gegeben und vermutlich von Domenico Sciassia ausgeführt wurden. Dieser Bildstock wurde im Gegensatz zu den meisten Rosenkranzstationen nicht sekundär am „Rosenkranzweg“ aufgestellt. | BDA-Hist.: Q105646531 Status: § 2a Stand der BDA-Liste: 2025-06-30 Name: Bildstock GstNr.: .2/2 |
| ja    | Datei hochladen | Rosenkranzstation III HERIS-ID: 71050 Objekt-ID: 84199                                                 | Sebastianiweg/Höhenweg, hinter Waldpromenade 17 Standort KG: St. Sebastian | Die Rosenkranzstationen wurden Mitte des 17. Jahrhunderts von Abt Benedikt Pierin in Austrag gegeben und vermutlich von Domenico Sciassia ausgeführt. Es gibt insgesamt siebzehn, nicht alle stehen aber unter Denkmalschutz. | BDA-Hist.: Q105646539 Status: § 2a Stand der BDA-Liste: 2025-06-30 Name: Rosenkranzstation III GstNr.: 69/2 Mariazell Rosenkranzstation 3                                                                              |
| ja BW | Datei hochladen | Rosenkranzstation HERIS-ID: 70945 Objekt-ID: 84088                                                     | gegenüber Bundesstraße 1 Standort KG: St. Sebastian                        | Die Rosenkranzstationen wurden Mitte des 17. Jahrhunderts von Abt Benedikt Pierin in Austrag gegeben und vermutlich von Domenico Sciassia ausgeführt. Es gibt insgesamt siebzehn, nicht alle stehen aber unter Denkmalschutz. Diese Station wurde im Gegensatz zu den meisten anderen nicht sekundär am „Rosenkranzweg“ aufgestellt. | BDA-Hist.: Q105646528 Status: § 2a Stand der BDA-Liste: 2025-06-30 Name: Rosenkranzstation GstNr.: 600/1 |
| ja    | Datei hochladen | Aufnahmsgebäude des Bahnhofes Mariazell HERIS-ID: 57815 Objekt-ID: 68112                               | Erlaufseestraße 19 Standort KG: St. Sebastian                              | Das Bahnhofsgebäude wurde 1907 eröffnet. | BDA-Hist.: Q38078811 Status: Bescheid Stand der BDA-Liste: 2025-06-30 Name: Aufnahmsgebäude des Bahnhofes Mariazell GstNr.: .185 Aufnahmsgebäude Bahnhof Mariazell                                                     |
| ja    | Datei hochladen | Christophorusdarstellung am ehem. Hotel Marienwasserfall HERIS-ID: 113979 Objekt-ID: 132370seit 2021   | In der Grünau 1 Standort KG: St. Sebastian                                 | Auf dem 1920 errichteten und 2020 abgerissenen Hotelgebäude (siehe unter ehemalige Denkmäler) befand sich ein Fresko des hl. Christophorus von Bertold Löffler, welches nach wie vor unter Schutz steht. | BDA-Hist.: Q105682694 Status: Bescheid Stand der BDA-Liste: 2025-06-30 Name: Christophorusdarstellung am ehem. Hotel Marienwasserfall GstNr.: .88/2                                                                    |
| ja    | Datei hochladen | Kath. Filialkirche hl. Sebastian/Sebastianikapelle HERIS-ID: 51882 Objekt-ID: 57695                    | Kirchenweg 2 Standort KG: St. Sebastian                                    | Der kreuzförmige Zentralbau wurde um die Mitte des 17. Jahrhunderts von Domenico Sciassia errichtet und 1968–1972 restauriert. Der Hochaltar war ursprünglich für die Basilika Mariazell vorgesehen und wurde 1730 in veränderter Form in der Filialkirche aufgestellt. | BDA-Hist.: Q38048033 Status: § 2a Stand der BDA-Liste: 2025-06-30 Name: Kath. Filialkirche hl. Sebastian/Sebastianikapelle GstNr.: .27, 166/7 Filialkirche hl. Sebastian, Sankt Sebastian                              |
| ja    | Datei hochladen | Kath. Filialkirche hl. Sigmund mit Kirchhof HERIS-ID: 71029 Objekt-ID: 84174                           | bei Sigmundsberg 1 Standort KG: St. Sebastian                              | Abt Heinrich II. Moyker von St. Lambrecht (1419–1455) gab 1443 die Bauerlaubnis. Die Kirche war 1464 von einer Ringmauer umgeben. 1485 wurde die Kirche in einem Krieg mit Ungarn zerstört. Mit Abt Johannes III. Sachs (1478–1518) wurde die Kirche neu erbaut. | BDA-Hist.: Q21037066 Status: § 2a Stand der BDA-Liste: 2025-06-30 Name: Kath. Filialkirche hl. Sigmund mit Kirchhof GstNr.: .140 Filialkirche hl. Sigmund, Sankt Sebastian                                             |
| ja    | Datei hochladen | Straßenbrücke HERIS-ID: 107480 Objekt-ID: 124820                                                       | Standort KG: St. Sebastian                                                 | Die Straßenbrücke in Betonkonstruktion wurde 1961/62 nach einem Entwurf von Franz Aigner durch die Firma Konrad Beyer & Co. aus Graz ausgeführt. Mit einer Länge von 146 m und einer Bogenspannweite von 72 m überspannt die Brücke eine Talmulde. | BDA-Hist.: Q37810221 Status: § 2a Stand der BDA-Liste: 2025-06-30 Name: Straßenbrücke GstNr.: 600/1 |
| ja    | Datei hochladen | Betriebsgebäude Kläfferquelle HERIS-ID: 111545 Objekt-ID: 129443                                       | Standort KG: Weichselboden                                                 | II. Wiener Hochquellenwasserleitung, bei der Kläfferbrücke | BDA-Hist.: Q64765267 Status: Bescheid Stand der BDA-Liste: 2025-06-30 Name: Betriebsgebäude Kläfferquelle GstNr.: .168 Kläfferquelle                                                                                   |
| ja    | Datei hochladen | 9 Zugänge, 1 Kammer (C) HERIS-ID: 111544 Objekt-ID: 129442                                             | Standort siehe Beschreibung KG: Weichselboden                              | II. Wiener Hochquellenwasserleitung, Fassungen Kläfferquelle und Höllbachquellen (Lage Höllbachquelle 1, 2 und 3) , oberhalb Kläfferbrücke (beide Salzaseiten), Prescenyklause (links) und Barbarakapelle (Lage Höllgraben rechts). Die einzelnen Bauwerke verteilen sich in einem weiträumigen Gebiet von rund 14 km Länge beiderseits der Salza. Die Kammer C (Lage) verbindet am Auslauf der Vorderen Höll in Weichselboden den Höllbachstrang mit dem von den Brunngrabenquellen kommenden Strang. | BDA-Hist.: Q64765266 Status: Bescheid Stand der BDA-Liste: 2025-06-30 Name: 9 Zugänge, 1 Kammer ( C ) GstNr.: 191/5, 256/1, 288/2, 191/3, 174/4, 138/1, 438/3 Hochquellenwasserleitung in Mariazell                    |
| ja    | Datei hochladen | Prescenyklause HERIS-ID: 37524 Objekt-ID: 36704seit 2012                                               | Prescenyklause 1, nördlich Standort KG: Weichselboden                      | Die Prescenyklause ist das seltene Beispiel einer Steinklause, sie wurde 1841 bis 1848 errichtet und war über 110 Jahre in Betrieb. Sie besteht aus Quadersteinen und befindet sich zwischen massiven Felswänden. Sie ist die bislang einzige bekannte Klause Österreichs, die zur Flößerei verwendet wurde, und die größte Massivklause Österreichs. Sie ist das letzte Monument der Wassertransportanlagen im Enns-, Salz- und Mürzgebiet und ein Denkmal forsttechnischer Leistungen der 1. Hälfte des 19. Jahrhunderts. | BDA-Hist.: Q2108791 Status: Bescheid Stand der BDA-Liste: 2025-06-30 Name: Prescenyklause GstNr.: 309, 439/2, 439/3 Prescenyklause                                                                                     |
| ja    | Datei hochladen | Historische Straßentrasse B24 mit Tunnel HERIS-ID: 107358 Objekt-ID: 124676                            | B24 Standort KG: Weichselboden                                             | Straßenabschnitt der Hochschwab Straße bei Weichselboden und Prescenyklause, zwischen südlich Rothmoos km 17,8 und Kläfferbrücke km 23,0 | BDA-Hist.: Q1622299 Status: § 2a Stand der BDA-Liste: 2025-06-30 Name: Historische Straßentrasse B24 mit Tunnel GstNr.: 416/4, 425/2 Historische Straßentrasse B24, Weichselboden                                      |
| ja    | Datei hochladen | Bildstock HERIS-ID: 107368 Objekt-ID: 124686                                                           | bei Gschöder 2 Standort KG: Weichselboden                                  | | BDA-Hist.: Q37809867 Status: § 2a Stand der BDA-Liste: 2025-06-30 Name: Bildstock GstNr.: 231/1 |
| ja    | Datei hochladen | Hubertuskapelle und Bildstock in Gschöder HERIS-ID: 107359 Objekt-ID: 124677                           | bei Gschöder 5a Standort KG: Weichselboden                                 | | BDA-Hist.: Q37809848 Status: § 2a Stand der BDA-Liste: 2025-06-30 Name: Hubertuskapelle und Bildstock in Gschöder GstNr.: 191/5, 184                                                                                   |
| ja    | Datei hochladen | Wegkapelle und Kruzifix HERIS-ID: 94696 Objekt-ID: 109855                                              | bei Weichselboden 22 Standort KG: Weichselboden                            | | BDA-Hist.: Q37764868 Status: § 2a Stand der BDA-Liste: 2025-06-30 Name: Wegkapelle und Kruzifix GstNr.: 100 |
| ja    | Datei hochladen | Kath. Filialkirche hl. Johannes in der Wüste und Pfarrhof HERIS-ID: 94694 Objekt-ID: 109853            | Weichselboden 1a Standort KG: Weichselboden                                | → Hauptartikel : Filialkirche Weichselboden f1 | BDA-Hist.: Q1413314 Status: § 2a Stand der BDA-Liste: 2025-06-30 Name: Kath. Filialkirche hl. Johannes in der Wüste und Pfarrhof GstNr.: .1, .2 Filialkirche und Pfarrhof in Weichselboden                             |

## Ehemalige Denkmäler
| Foto |                 | Denkmal                                                                    | Standort                                   | Beschreibung | Metadaten |
| ---- | --------------- | -------------------------------------------------------------------------- | ------------------------------------------ | --- | --- |
| ja   | Datei hochladen | Ehem. Arbeiterwohnhaus HERIS-ID: 72736 Objekt-ID: 86011bis 2020            | Aschbach 20 Standort KG: Aschbach          | Wohnhaus für die Arbeiter der Marienhütte. | BDA-Hist.: Q38131359 Status: § 2a Stand der BDA-Liste: 2020-02-29 Name: Ehem. Arbeiterwohnhaus GstNr.: .184/1                                                 |
| ja   | Datei hochladen | Gasthaus zur steirischen Grenze HERIS-ID: 107375 Objekt-ID: 124694bis 2020 | Halltal 64 Standort KG: Halltal            | Laut dem Verein Initiative Denkmalschutz wurde das Gebäude im März 2021 abgerissen. | BDA-Hist.: Q37809886 Status: § 2a Stand der BDA-Liste: 2020-02-29 Name: Gasthaus zur steirischen Grenze GstNr.: 307/2 Halltal Gasthaus zur steirischen Grenze |
| ja   | Datei hochladen | Ehem. Hotel Marienwasserfall HERIS-ID: 13696 Objekt-ID: 9904bis 2020       | In der Grünau 1 Standort KG: St. Sebastian | Das Gebäude war ein Hotelbau aus dem Jahr 1920 von Rudolf Frass, stand seit ca. 20 Jahren leer und befand sich in einem schlechten Zustand. Es wurde im Herbst 2020 abgerissen. Unter Schutz steht aber weiterhin die Christophorus-Darstellung. | BDA-Hist.: Q38184159 Status: Bescheid Stand der BDA-Liste: 2020-02-29 Name: Ehem. Hotel Marienwasserfall GstNr.: .88/2 Hotel Marienwasserfall                 |